# Парк із джерелами (Мілан)

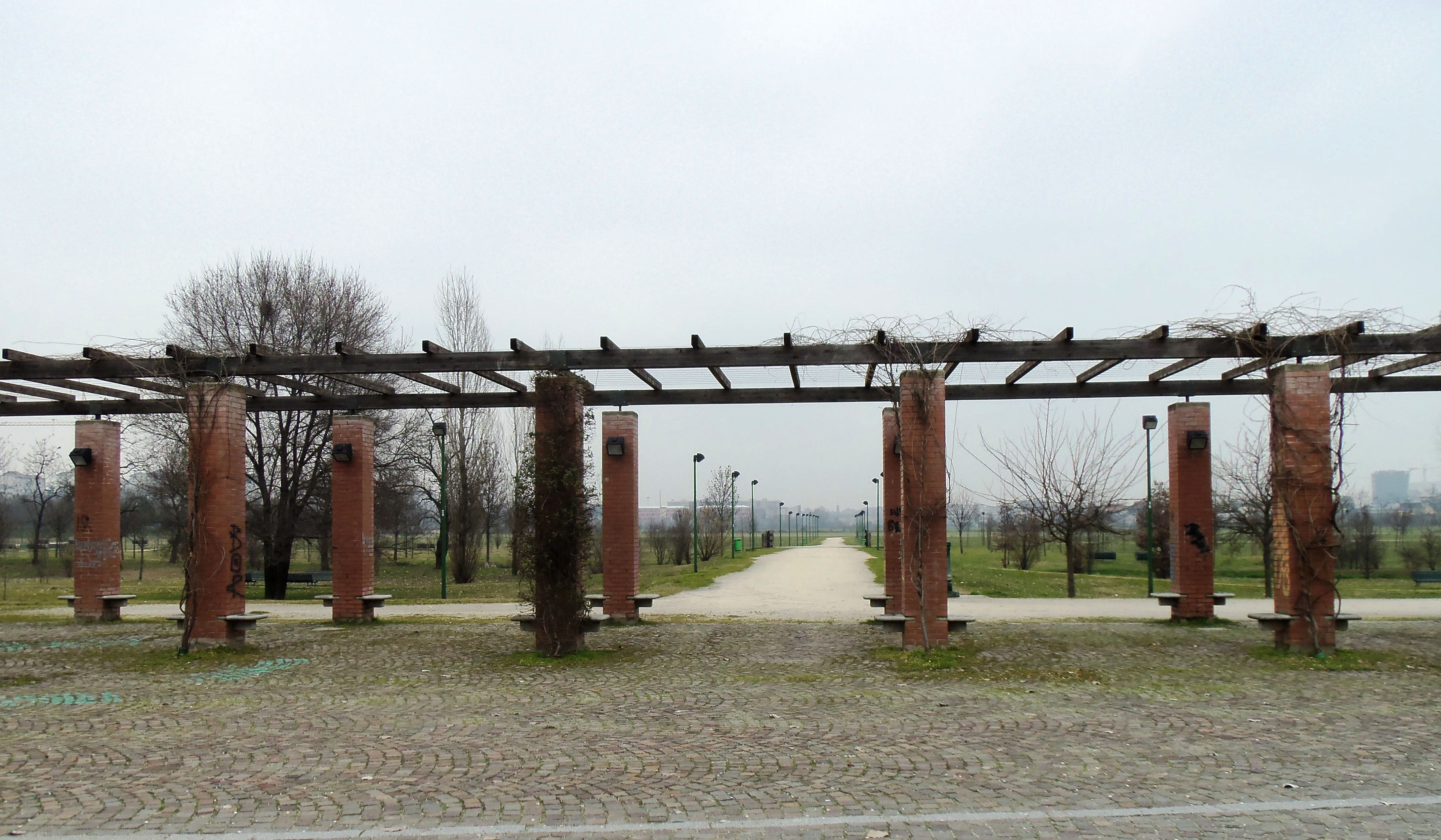
Перґола в парку

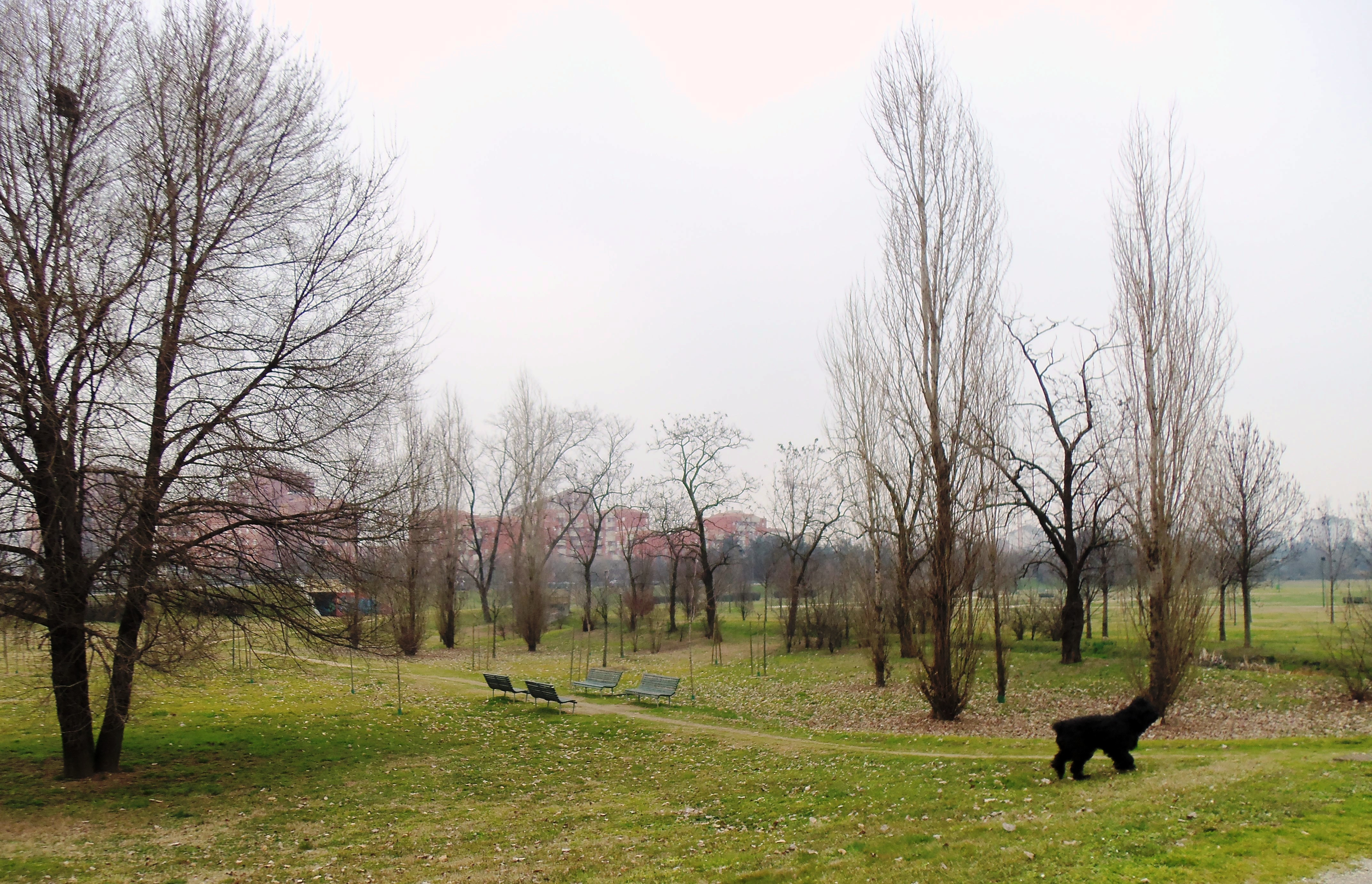
В парку

Парк з джерелами є природною оазою і міським парком у західній частині міста Мілан поблизу зупинки метро Бішельє.
В Ро є парк-тезка з аналогічними природними характеристиками.
Серед основних представників флори: клен звичайний, сріблястий, польовий і американський, явір, вільха чорна та серцеподібна, граб, алича, клеродендрон, баґоларо, різновиди ясеня, гледіція, платан, тополя, робінія.
Парк є західною частиною зеленого масиву разом з Calchi Taeggi, парком Deviatore dell'Olona, Parco Blu, Parco delle Cave та Boscoincittà. Проект також передбачає створення нового житлового району.